# Liste der denkmalgeschützten Objekte in Jedlina-Zdrój
Grundlage dieser Liste der denkmalgeschützten Objekte in Jedlina-Zdrój (Powiat Wałbrzyski) in der Woiwodschaft Niederschlesien sind die Listen des Narodowy Instytut Dziedzictwa (NID, deutsch Nationales Institut für Kulturerbe), siehe unter NID-Listen der Woiwodschaften unter "Wykaz zabytków nieruchomych wpisanych do rejestru zabytków" - Liste der unbeweglichen Denkmäler, eingetragen im Register der Denkmäler. 
Die folgenden Angaben ersetzen nicht die rechtsverbindliche Auskunft der Denkmalbehörde.

## Legende
- Lage: Angabe von Ort, Straßenname und Hausnummer des Kulturdenkmals. Der Link Standort führt zu verschiedenen Kartendarstellungen und nennt die Koordinaten des Kulturdenkmals.
- Objekt: Name, Bezeichnung oder die Art des Kulturdenkmals.
- Beschreibung: gibt die baulichen und geschichtlichen Einzelheiten des Kulturdenkmals an, vorzugsweise die Denkmaleigenschaften.
- NID-Nr.: Registriernummer des Kulturdenkmals entsprechend den Listen des Narodowy Instytut Dziedzictwa (NID, deutsch Nationalinstitut für Kulturerbe). Sie identifiziert das Kulturdenkmal eindeutig.
- Bild: zeigt ein Bild des Kulturdenkmals und gegebenenfalls einen Link zu weiteren Fotos des Kulturdenkmals im Medienarchiv Wikimedia Commons.

## Denkmalgeschützte Objekte in der Stadt Jedlina-Zdrój
Die denkmalgeschützten Objekte der Stadt Jedlina-Zdrój (Bad Charlottenbrunn) werden entsprechend der polnischen Denkmalliste aufgelistet.
| Lage                                                                                      | Objekt                             | Beschreibung                                                       | NID-Nr.        | Bild             |
| ----------------------------------------------------------------------------------------- | ---------------------------------- | ------------------------------------------------------------------ | -------------- | ---------------- |
| Jedlina-Zdrój (Bad Charlottenbrunn) (Standort)                                            | Bade- und Parkanlagen              | Bade- und Parkanlagen (um 1820)                                    | A/4210/1333/WŁ | weitere Bilder   |
| Jedlina-Zdrój, ul. Piastowska 17 (Standort)                                               | evangelische Kirche                | evangelische Kirche, seit 2001 röm.-kath. Filialkirche (1855–1860) | 80/A/02        | weitere Bilder   |
| Jedlina-Zdrój, pl. Zdrojowy 1-3 (Standort)                                                | Badehaus                           | Badehaus (3. Viertel 19. Jh.)                                      | A/4216/1127/WŁ | weitere Bilder   |
| Jedlina-Zdrój, pl. Zdrojowy 8 (Standort)                                                  | Hotel                              | Hotel „Hirschberger Hof“ (Mitte 18. Jh.)                           | A/4220/1136/WŁ | weitere Bilder   |
| Jedlina-Zdrój, ul. Chojnowska 12 (Standort)                                               | Pestalozzihaus                     | Kinderhaus (Pestalozzihaus) (1. Viertel 20. Jh.)                   | A/4211/1133/WŁ | BW               |
| Jedlina-Zdrój, ul. Cmentarna 1 (Standort)                                                 | Villa                              | Villa, Haus und Mühle, jetzt Wohn- und Geschäftshaus (19./20. Jh.) | A/4212/1131/WŁ | weitere Bilder   |
| Jedlina-Zdrój, ul. Hoża 6 (ehem. ul. Noworudzka 3) im OT Jedlinka (Tannhausen) (Standort) | Wohnhaus                           | Wohnhaus mit der ehem. Werkstatt eines Leinenhändlers (17. Jh.)    | A/4221/1736    | BW               |
| Jedlina-Zdrój, ul. Jasna 4 im OT Jedlinka (Standort)                                      | Haus                               | Haus (1. Hälfte 19. Jh.)                                           | A/4219/1135/WŁ | BW               |
| Jedlina-Zdrój, ul. Jasna 8 im OT Jedlinka (Standort)                                      | Haus                               | Wohn- und Wirtschaftsgebäude (Ende 18. Jh.)                        | A/4218/1129/WŁ | BW               |
| Jedlina-Zdrój, ul. Noworudzka 15 (Standort)                                               | Herrenhaus                         | Herrenhaus (18. Jh.)                                               | A/4222/1212    | BW               |
| Jedlina-Zdrój, ul. Piastowska 7 im OT Jedlinka (Standort)                                 | Villa                              | Villa (19./20. Jh.)                                                | A/4214/1130/WŁ | weitere Bilder   |
| Jedlina-Zdrój, ul. Chojnowska 7 (ul. Piękna 7) (Standort)                                 | Haus                               | Haus (19./20. Jh.)                                                 | A/4215/1134/WŁ | BW               |
| Jedlina-Zdrój, ul. Wałbrzyska 1 (Standort)                                                | Haus                               | Haus (Ende 19. Jh.)                                                | A/4213/1132/WŁ | weitere Bilder   |
| Jedlina-Zdrój, ul. Warszawska 2 (Standort)                                                | Haus                               | Haus (Ende 19. Jh.)                                                | A/4217/1128/WŁ | weitere Bilder   |
| Jedlina-Zdrój, ul. Warszawska 6 (Standort)                                                | Haus                               | Haus (Anfang 20. Jh.)                                              | A/4223/1021/WŁ | weitere Bilder   |
| Jedlina-Zdrój, ul. Zamkowa im OT Jedlinka (Standort)                                      | Sachgesamtheit Schloss Tannhausen  | Schloss Jedlinka/Tannhausen                                        | A/4224/686/WŁ  | weitere Bilder   |
| Jedlina-Zdrój, ul. Zamkowa 8 im OT Jedlinka (Standort)                                    | Schloss Jedlinka                   | Schloss Jedlinka                                                   | A/4224/686/WŁ  | Schloss Jedlinka |
| Jedlina-Zdrój, ul. Zamkowa im OT Jedlinka (Standort)                                      | Nebengebäude I                     | Nebengebäude I                                                     | A/4224/686/WŁ  | Nebengebäude I   |
| Jedlina-Zdrój, ul. Zamkowa im OT Jedlinka (Standort)                                      | Nebengebäude II                    | Nebengebäude II                                                    | A/4224/686/WŁ  | Nebengebäude II  |
| Jedlina-Zdrój (OT Jedlinka) (Standort)                                                    | Park                               | Park                                                               | A/4224/686/WŁ  | Park             |
| Jedlina-Zdrój, ul. Kłodzka 59a im OT Kamieńsk (Steingrund) (Standort)                     | Bahnhof „Jedlina Górna“ (Kamieńsk) | Bahnhof „Jedlina Górna“, Mauerwerk (1878)                          | A/4209/1488/WŁ | weitere Bilder   |
| Jedlina-Zdrój, Aleja Czynu Społecznego 20 (Standort)                                      | Bahnhof „Jedlina Dolna“            | Bahnhof „Jedlina Dolna“ (1902)                                     | A/4280/1490/WŁ | weitere Bilder   |